# Bharked, Aland
Bharked là một làng thuộc tehsil Aland, huyện Gulbarga, bang Karnataka, Ấn Độ.